# Ornithogalum creticum
Ornithogalum creticum är en sparrisväxtart som beskrevs av Constantine Zahariadi. Ornithogalum creticum ingår i släktet stjärnlökar, och familjen sparrisväxter.
Artens utbredningsområde är Kriti. Inga underarter finns listade i Catalogue of Life.